# Pont de Neuilly (métro de Paris)
Pour les articles homonymes, voir Pont de Neuilly (homonymie).
Pont de Neuilly est une station de la ligne 1 du métro de Paris, située à Neuilly-sur-Seine, dans le département des Hauts-de-Seine.

## Situation
La station est établie sous l'avenue Charles-de-Gaulle (RN 13) à son intersection avec l'avenue de Madrid. Approximativement orientée selon un axe nord-ouest/sud-est, elle s'intercale entre les stations Esplanade de la Défense et Les Sablons. Elle est séparée de la première par une traversée aérienne de la Seine au centre du pont de Neuilly, à laquelle les rames accèdent par une rampe de 60 ‰, la plus forte rencontrée sur le réseau. En direction de La Défense, il s'agit de la dernière station à disposition classique de la ligne.

## Histoire
La station est ouverte le 29 avril 1937 en tant que terminus occidental de la ligne 1 depuis Château de Vincennes, en remplacement du terminus initial de Porte Maillot.
Elle doit sa dénomination à sa relative proximité avec le pont de Neuilly, reliant Neuilly-sur-Seine sur la rive droite de la Seine aux communes de Courbevoie et de Puteaux sur la rive gauche, en s'inscrivant dans l'alignement de l'axe historique parisien.
La station est baptisée Pont de Neuilly - Avenue de Madrid de 1940 à 1950 afin de souligner son implantation au croisement de l'avenue de Madrid, laquelle tire son nom de la capitale de l'Espagne.
La station est modernisée après 1988, notamment par l'adoption du style décoratif « Ouï-dire » sur les quais, de couleur verte en l'occurrence, ce qui entraîne la disparition des faïences biseautées d'origine dans le style d'entre-deux-guerres de l'ex-CMP sur les quais, décoration caractérisée par des cadres publicitaires de couleur miel à motifs végétaux et le nom de la station incorporé dans la céramique.
Le 1er avril 1992, elle devient une station de passage avec l'inauguration du prolongement jusqu'à Grande Arche de la Défense (aujourd'hui La Défense). Cette extension a nécessité de reprendre totalement l'arrière-gare afin de permettre le passage de la ligne sur le pont de Neuilly, le sous-sol étant contraint à cet endroit par la présence du tunnel de la ligne A du RER, édifié durant les années 1960.
Dans le cadre de l'automatisation de la ligne 1, les quais ont été rehaussés afin de recevoir des portes palières, installées entre la mi-juin et la mi-juillet 2009, faisant de cette station la seconde de la ligne à bénéficier de ces portes après Bérault,.
En 2018, les quais ont perdu leur revêtement en asphalte au profit d'un carrelage sombre.
Selon les estimations de la RATP, la station a vu entrer 6 902 027 voyageurs en 2019, ce qui la place à la 41e position des stations de métro pour sa fréquentation sur 302,. En 2020, avec la crise du Covid-19, son trafic annuel tombe à 3 678 074 voyageurs, ce qui la classe au 36e rang, avant de remonter progressivement en 2021 avec 4 822 599 entrants comptabilisés, la reléguant cependant à la 41e position des stations du réseau pour sa fréquentation cette année-là.

## Services aux voyageurs

### Accès
La station dispose de trois accès répartis en six bouches de métro, établies sur les terre-pleins latéraux de l'avenue Charles-de-Gaulle :
- Accès no 1 « rue du Château » : deux escaliers fixes dont l'un agrémenté d'un mât avec un « M » jaune inscrit dans un cercle, débouchant face au no 168 de l'avenue ;
- Accès no 2 « avenue de Madrid » : un escalier fixe se trouvant au droit du no 205 de l'avenue et un escalier mécanique montant se situant face aux no 203 et 203 bis ;
- Accès no 3 « rue de l'Église » : un escalier fixe doté d'un totem « M » jaune débouchant au droit du no 185 de l'avenue et un escalier mécanique montant face à l'église Saint-Jean-Baptiste de Neuilly-sur-Seine au no 158.

Chaque trémie d'escalier a pour particularité d'être traitée en carreaux plats bruns posés verticalement et alignés.

Accès à la station
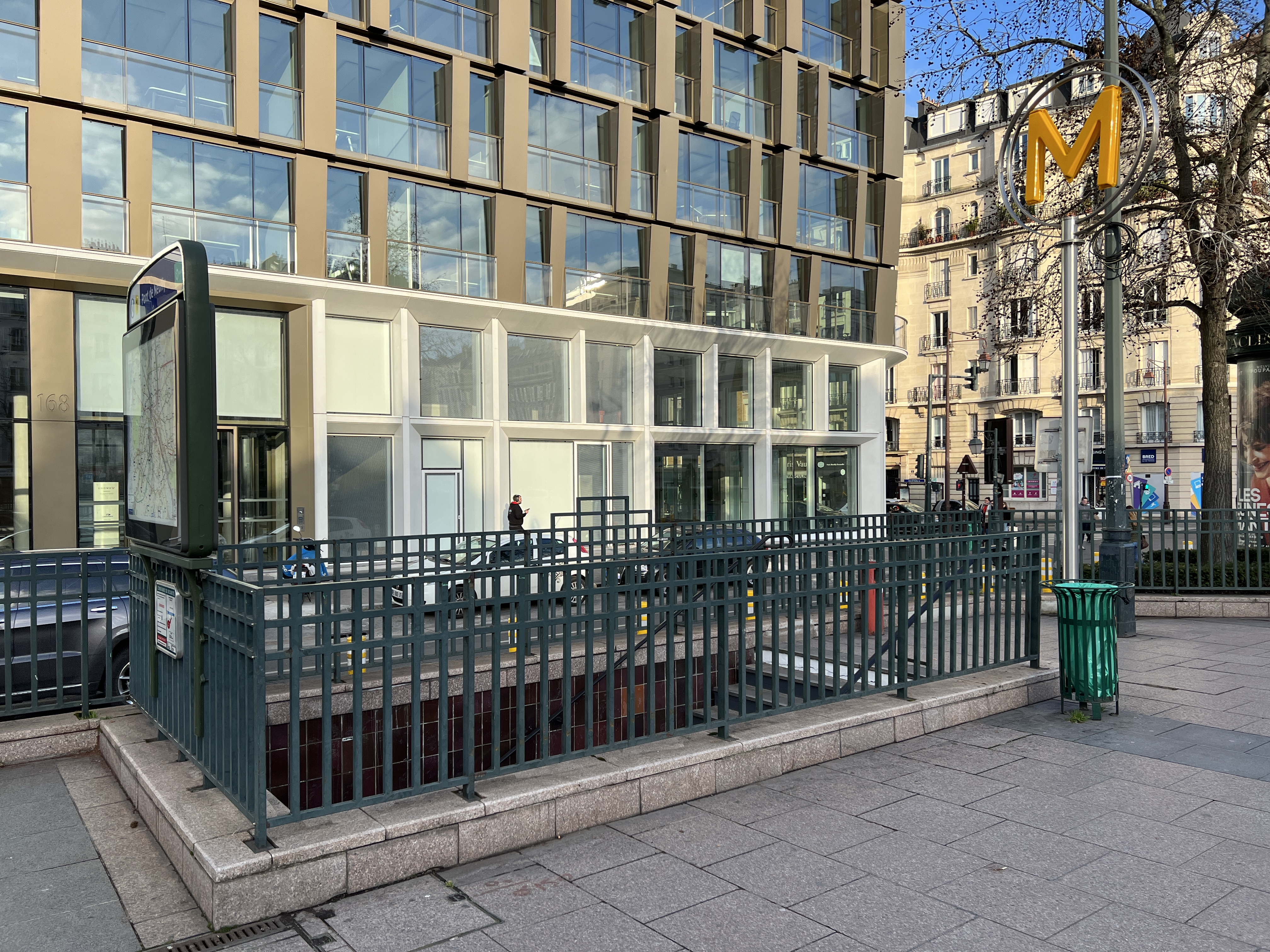
L'accès no 1 « Rue du Château ».
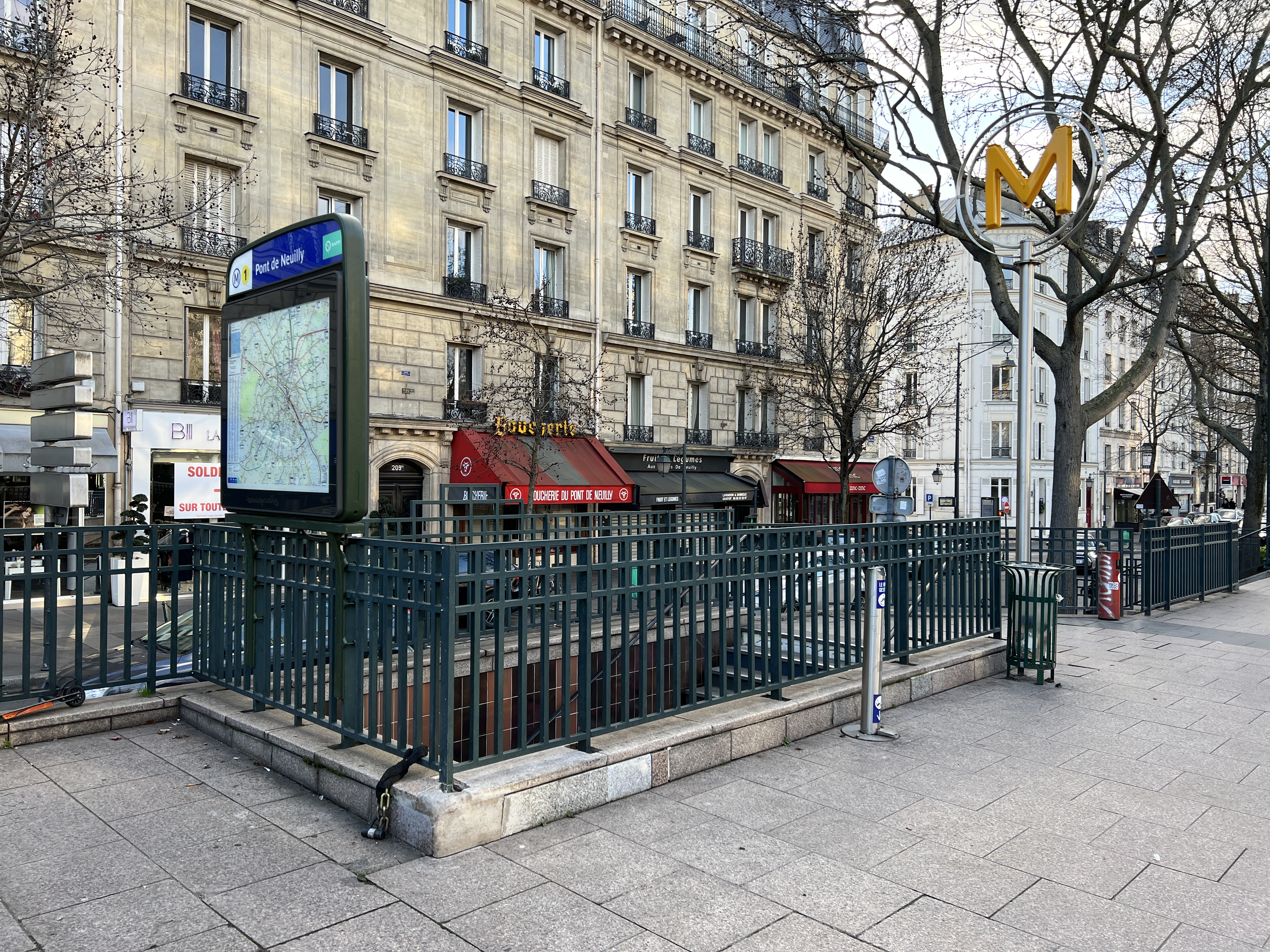
L'accès no 2 « Avenue de Madrid ».
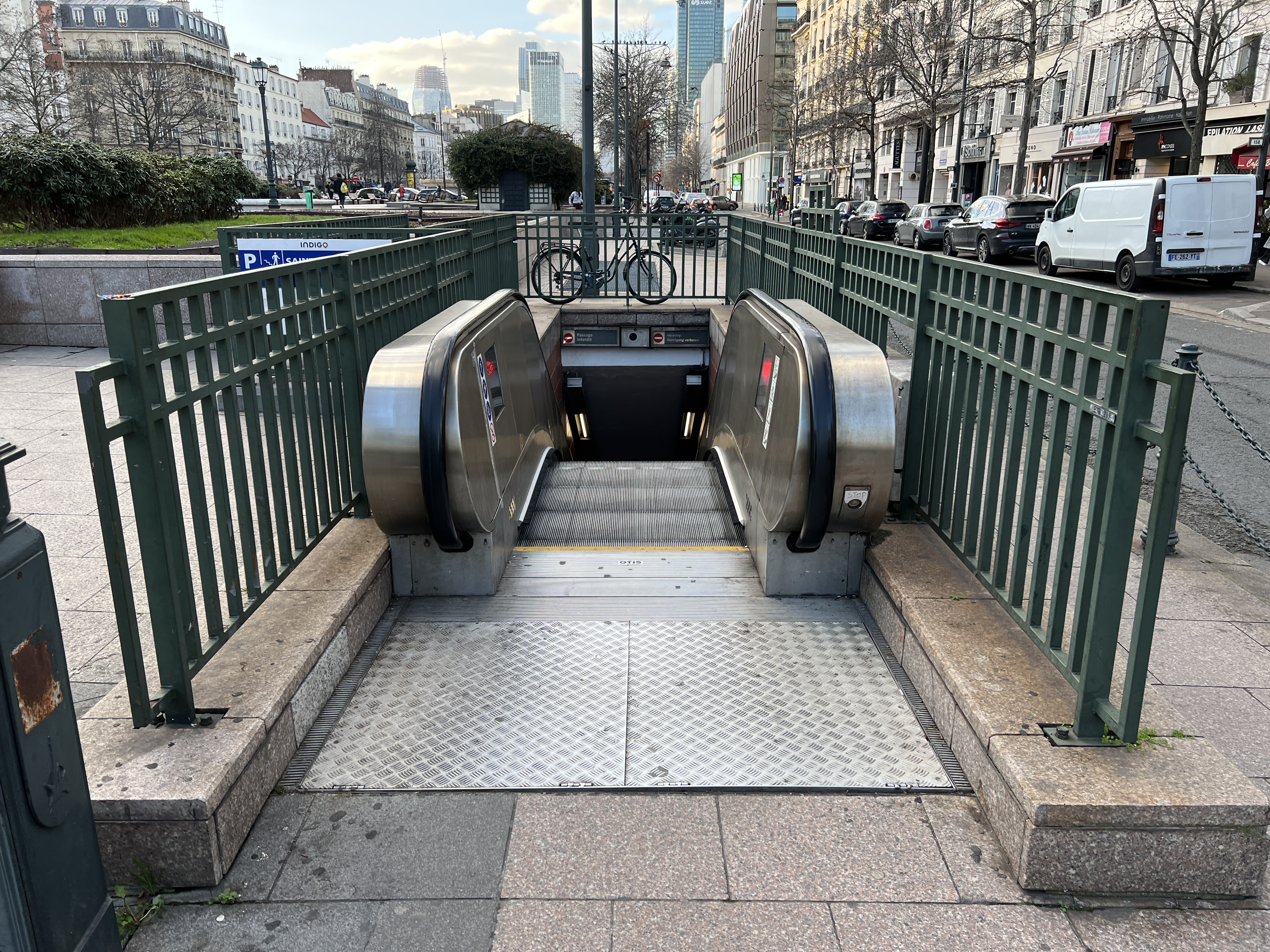
L'accès no 3 « Rue de l'Église ».

### Quais
Pont de Neuilly est une station de configuration standard : elle possède deux quais de 105 mètres de long séparés par les voies du métro et la voûte est elliptique. La décoration est de style « Ouï-dire » vert : les bandeaux d'éclairage, de même couleur, sont supportés par des consoles courbes en forme de faux. L'éclairage direct est blanc ainsi que, contrairement à l'essentiel des rampes lumineuses de ce style, l'éclairage indirect. Les carreaux en céramique blancs sont plats et recouvrent les piédroits, la voûte, les tympans et les débouchés des couloirs. Les cadres publicitaires sont en céramique demi-cylindrique de couleur verte et le nom de la station est inscrit en police de caractères Parisine sur plaques émaillées. Les quais sont carrelés en gris anthracite et équipés de sièges « coque » typiques du style « Motte » verts ainsi que de portes palières mi-hauteur.

### Intermodalité

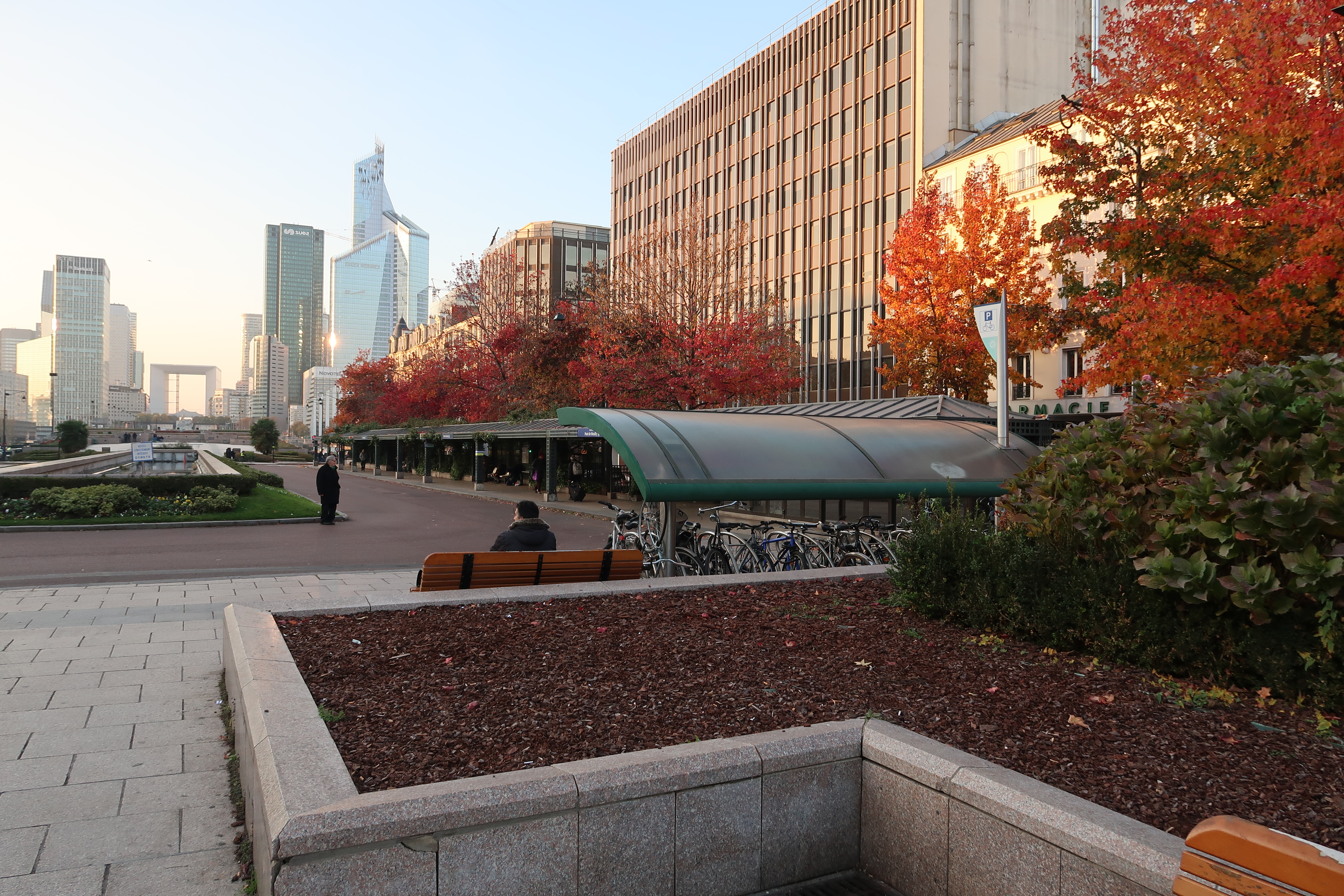
Sortie de la station avec vue sur la gare routière.

La station est desservie par les lignes de bus 43, 73, 93, 157, 158, 174 et 176 du réseau de bus RATP et par les lignes N11, N24 et N153 du service de bus de nuit Noctilien.
Certaines de ces lignes effectuent leur terminus au sein de la gare routière surplombant la station ; cet espace est prolongé vers le nord-ouest par une esplanade d'où se dégage une vue sur le quartier d'affaires de La Défense.

## À proximité
- Pont de Neuilly
- Église Saint-Jean-Baptiste de Neuilly-sur-Seine
- Cimetière Ancien de Neuilly-sur-Seine
- Bois de Boulogne